# 앤디 올로건
앤디 올로건(Andy Ologun, 1983년 6월 12일 ~)은 나이지리아 출신의 종합격투기 선수이다. 그의 형은 개그맨 겸 파이터인 보비 올로건이다.

## 격투기 전적 정보

### 입식 타격 전적
- 7전 2승 5패(0 KO)

| 경기일자        | 상대                  | 결과 | 내용    | 대회                                     |
| --------------- | --------------------- | ---- | ------- | ---------------------------------------- |
| 2009년 2월 23일 | 코히루이마키 타이신   | 패   | 3R 판정 | K-1 월드 맥스 2009 일본대표결정전        |
| 2008년 2월 2일  | 키도 야스히로         | 패   | 3R 판정 | K-1 월드 맥스 2008 일본대표결정전        |
| 2008년 2월 2일  | 야마모토 유야         | 승   | 3R 판정 | K-1 월드 맥스 2008 일본대표결정 토너먼트 |
| 2007년 6월 28일 | 타츠지                | 패   | 3R 판정 | K-1 월드 맥스 2007 final 16              |
| 2007년 4월 4일  | 부아카오 포 프라묵    | 패   | 3R 판정 | K-1 월드 맥스 2007 세계최종결정 토너먼트 |
| 2007년 2월 5일  | 코히루이마키 타카유키 | 승   | 3R 판정 | K-1 월드 맥스 2007 일본대표결정 토너먼트 |
| 2006년 9월 4일  | 야스히로 카즈야       | 패   | 3R 판정 | K-1 월드 맥스 2006 final                 |

### 종합 타격 전적
- 3전 2승 1패(1 KO)

| 경기일자         | 상대              | 결과 | 내용             | 대회                                        |
| ---------------- | ----------------- | ---- | ---------------- | ------------------------------------------- |
| 2008년 12월 31일 | 사카구치 유키오   | 승   | 1R 3분 52초 KO   | K-1 2008 Dynamite!                          |
| 2008년 7월 21일  | 나카무라 다이스케 | 패   | 1R 3분 41초 암바 | Dream 5 - Light Weight Grandprix 2008 final |
| 2006년 12월 31일 | 카네코 켄         | 승   | 3R 판정          | K-1 다이너마이트 2006                       |

## 정보
주 베이스는 킥복싱 or MMA이다. 그의 소속팀은 형 보비 올로건의 체육관인 팀 올로건 소속이다. 최근 2008년도에는 월드맥스 일본대표결정 토너먼트에 출전해 8강전에서 야마모토 유야를 판정으로 꺾었지만 준결승에서 새롭게 떠오르고 있는 일본의 신예 키도 야스히로에게 약간의 실력차로 판정패하게 되고, 7월 21일날 열린 드림5 경기 전날, 갑작스런 오퍼로 인해 준비도 못한 채 대회 당일날 상대인 나카무라 다이스케에게 대항했지만 경험차로 인해 1R 암바 패하고 만다.